# Jean-Louis Tulou
Jean-Louis Tulou (ur. 12 września 1786 w Paryżu, zm. 23 lipca 1865 w Nantes) – francuski kompozytor i flecista.

## Życiorys
Był synem Jean-Pierre’a Tulou, fagocisty i wykładowcy Konserwatorium Paryskiego. W wieku 10 lat rozpoczął naukę na tej uczelni, którą ukończył w 1801 roku, uzyskując Premier Prix. Karierę flecisty rozpoczął w 1804 roku, początkowo występując w Théâtre-Italien. W 1813 roku otrzymał angaż do Opéra de Paris, jako republikanin został jednak zmuszony w 1822 roku do rezygnacji. Do pracy wrócił w 1826 roku. W latach 1829–1856 był wykładowcą fletu w Konserwatorium Paryskim. Był zwolennikiem używania starych fletów, odrzucając instrumenty Theobalda Böhma. W 1831 roku nawiązał współpracę z Jacques’em Nononem, otwierając warsztat, w którym wyrabiano instrumenty dęte według dawnych wzorów. Opublikował pracę Méthode de flûte, progressive et raisonnée (Paryż 1851). Po przejściu na emeryturę w 1856 roku osiadł w Nantes. W 1860 roku został odznaczony orderem Legii Honorowej.
Skomponował około 200 utworów, przeznaczonych w większości na flet, w tym m.in. 5 koncertów fletowych, Trio na 3 flety, Airs variés na flet i orkiestrę, duety i kompozycje na flet solo.